# Поени (Клуж)
Поени (рум. Poeni) насеље је у Румунији у округу Клуж у општини Појени. Oпштина се налази на надморској висини од 636 m.

## Становништво
Према подацима из 2011. године у насељу је живело 5719 становника.